# Plafond légal de densité
Le Plafond légal de densité (PLD) désignait en droit français de l'urbanisme, le pourcentage maximum de surface de plancher par mètre carré de terrain, dont la construction est susceptible d'être légalement autorisée. En cas de dépassement, il donnait lieu à l'application d'une compensation financière au profit de la collectivité territoriale locale compétente.
Créé en 1975, la possibilité de le créer a été abrogé par la Loi SRU en 2000 et sa suppression définitive au 31 décembre 2014 planifiée par la Loi de finances du 2 décembre 2010.

## Régime juridique
Le Plafond légal de densité a été créé par la loi foncière de 1975, et mettait en œuvre l'idée selon laquelle au-delà d'une certaine densité, le propriétaire qui construisait un immeuble rachetait fictivement à la collectivité le terrain qui lui aurait été nécessaire pour ne pas dépasser cette densité maximale, le PLD.
À l'origine le PLD était uniformément de 1 sur tout le territoire et de 1,5 à Paris. Le versement s'appliquait à toute construction, publiques ou privées. En 1986, le PLD est devenu facultatif pour toutes les communes et la valeur maximale du plafond a été supprimé.
La Loi relative à la solidarité et au renouvellement urbains (Loi SRU) du 13 décembre 2000 a abrogé le dispositif du versement pour dépassement du plafond légal de densité (pour le remplacer par la participation au financement de
voies nouvelles et réseaux, devenue depuis Participation pour voirie et réseaux - PVR)
Toutefois, les communes ayant instauré le versement pour dépassement du plafond légal de densité avant le 1er janvier 2000 peuvent le maintenir jusqu'au 31 décembre 2014 sauf :
- si elles décident de le supprimer par abrogation explicite ;
- si elles créent la participation pour voirie et réseaux ;
- dans les secteurs où elles auraient instaurées un taux de taxe d'aménagement supérieur à 5 %[2].

## Le versement pour dépassement du PLD
Au-dessus du ce plafond, le droit de construire devrait être acheté à la collectivité, au titre du versement pour dépassement du plafond légal de densité (VDPLD). Ainsi, un plafond légal de densité de 1 signifie que sur 1 000 m² de terrain, on ne peut construire que 1 000 m² de surface hors œuvre nette. Pour pouvoir édifier des bâtiments d’une surface supérieure à celle imposée par le PLD, le constructeur doit acheter, sous forme du paiement d’une taxe à la collectivité publique, des droits à construire. Ceux-ci constituent une participation d'urbanisme due à l'occasion de la délivrance d'un permis de construire.
Le versement pour dépassement de PLD a un double effet, relativement contradictoire : dans les communes à marché immobilier faible ou modéré, il dissuade économiquement les constructeurs de construire au-delà du PLD. Dans les communes soumises à une forte pression foncière, il constitue une importante recette qui contribue au financement des équipements rendus nécessaires par la création des nouveaux bâtiments (écoles, crèches, voiries...), et revient à prélever de la rente foncière une partie au bénéfice de la collectivité.
Le versement pour dépassement du plafond légal de densité est régi par :
- les articles L. 112-1 à L. 112-3 et L. 331-1 et suivants (dans leur version antérieure à la loi SRU) du Code de l’urbanisme.
- les articles 1723 octies à 1723 quaterdecies du Code général des impôts.
- l'article 14 du décret 2007-18 du 5 janvier 2007 art. 14, qui maintient l'applicabilité des dispositions relatives au VDPLD aux communes qui ont maintenu leur PLD.

## Exonérations
Sont exonérés de droit :
- les immeubles édifiés par l’État;
- les immeubles édifiés par les collectivités territoriales et la plupart des établissements publics administratifs, à condition qu’ils soient affectés à un service public et ne soient pas productifs de revenu (même notion que pour la taxe foncière sur les propriétés bâties, utilisée également en matière de taxe locale d'équipement);
- les logements destinés aux personnes les plus défavorisées.

Peuvent être exonérées par décision à caractère réglementaire du Conseil municipal :
- les constructions affectées à l’habitationı;
- les constructions édifiées dans une zone d'aménagement concerté.

## Bénéficiaires
L'impôt perçu au profit des communes ou les groupements de communes ayant compétence en matière d’urbanisme pour les ¾ et pour ¼ au profit du département. Il est affecté en section d'investissement de leurs budgets.

## Mode de calcul
L'édification d'une construction d'une densité excédant le plafond légal est subordonnée au versement par le bénéficiaire de l'autorisation de construire d'une somme égale à la valeur du terrain dont l'acquisition serait nécessaire pour que la densité de la construction n'excède pas ce plafond.
Ce montant est défini par une formule mathématique prévue à l'ancien article L 331-1 du Code de l'urbanisme.
Bien que le PLD soit en voie d'extinction depuis 2000, le versement pour dépassement du PLD s'est élevé à 32,927 millions d'euros en 2004.